# اس‌ام‌اس زارین‌یی
اس‌ام‌اس زارین‌یی (به انگلیسی: SMS Zrínyi) یک کشتی است که طول آن ۱۳۹ متر (۴۵۶ فوت) می‌باشد. این کشتی در سال ۱۹۱۰ ساخته شد.